# Telescopio Bok
El telescopio Bok (también conocido como el Telescopio de 90 pulgadas, 2,3 metros) es el telescopio más grande operado únicamente por el Observatorio Steward. Encuentra mucho uso de astrónomos de la Universidad de Arizona, la Universidad Estatal de Arizona y la Universidad del Norte de Arizona, con instrumentos capaces tanto de captar imágenes como de realizar trabajos de espectroscopia.
El telescopio funciona todo el año, excepto durante el cierre de verano en agosto, cuando se realiza el mantenimiento en el periodo de peores condiciones meteorológicas (la temporada de monzones en Arizona dura aproximadamente de julio a agosto).

## Instrumentos
Actualmente se dispone de tres instrumentos que se utilizan principalmente en los 90 pulgadas, dos que funcionan en el campo óptico y uno en el campo cercano al infrarrojo. El instrumento 90prime, cuyo investigador principal es Edward Olszewski, es un generador de imágenes de campo amplio y enfoque primario capaz de visualizar 1 grado cuadrado en el cielo, mientras que el espectrógrafo B&C  realiza espectroscopia. La cámara NIR Steward 256x256, que ha estado disponible en el telescopio desde 1991, utiliza una cámara de infrarrojo cercano y espectrómetro multiobjeto (NICMOS) que fue construido durante el desarrollo del instrumento NICMOS en el HST.

## Galería

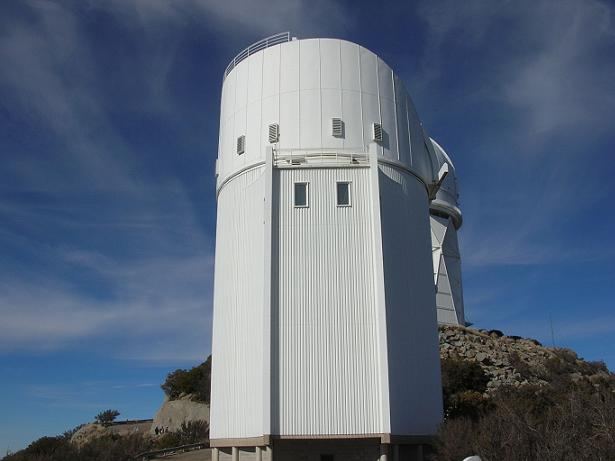
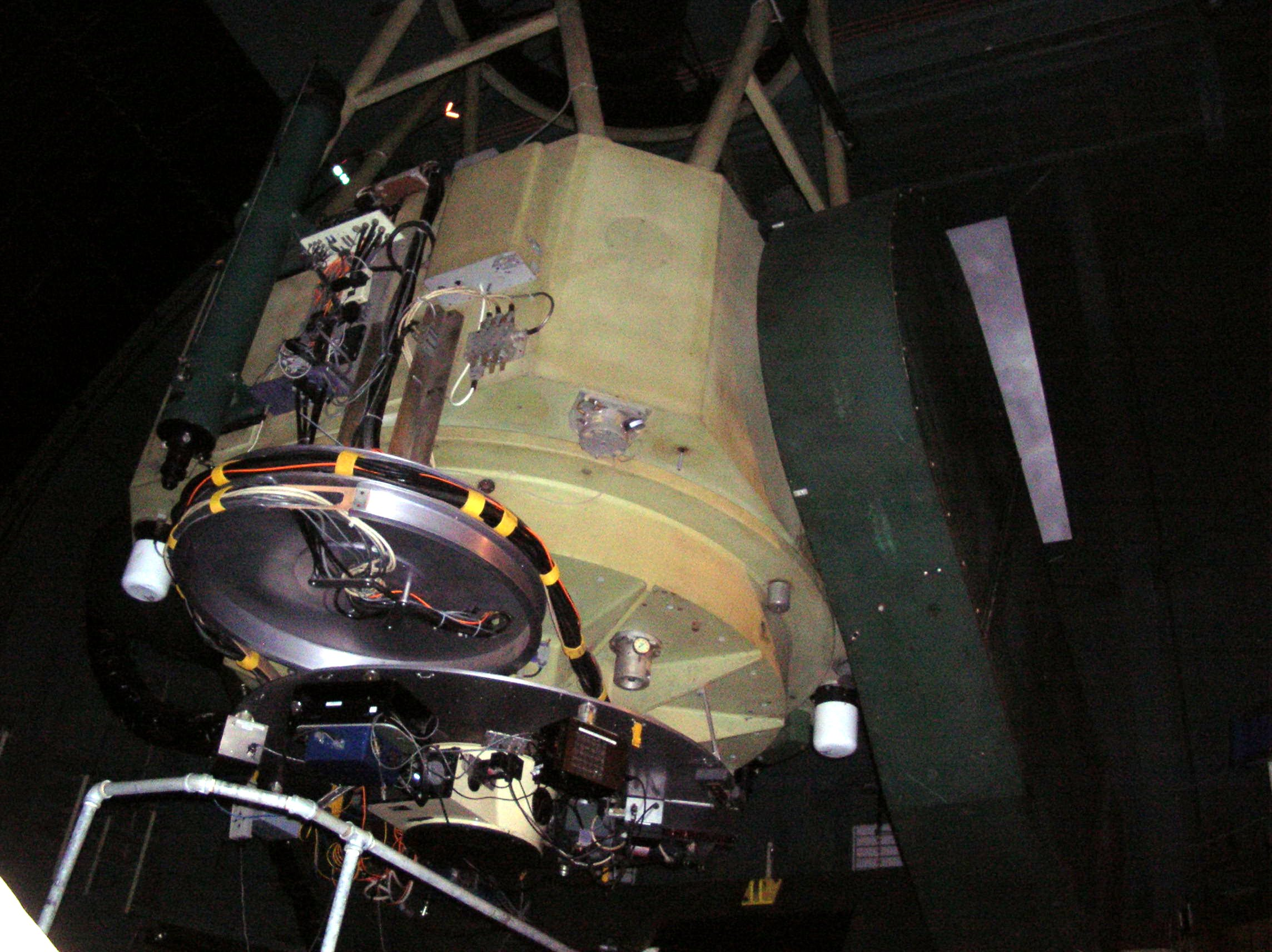
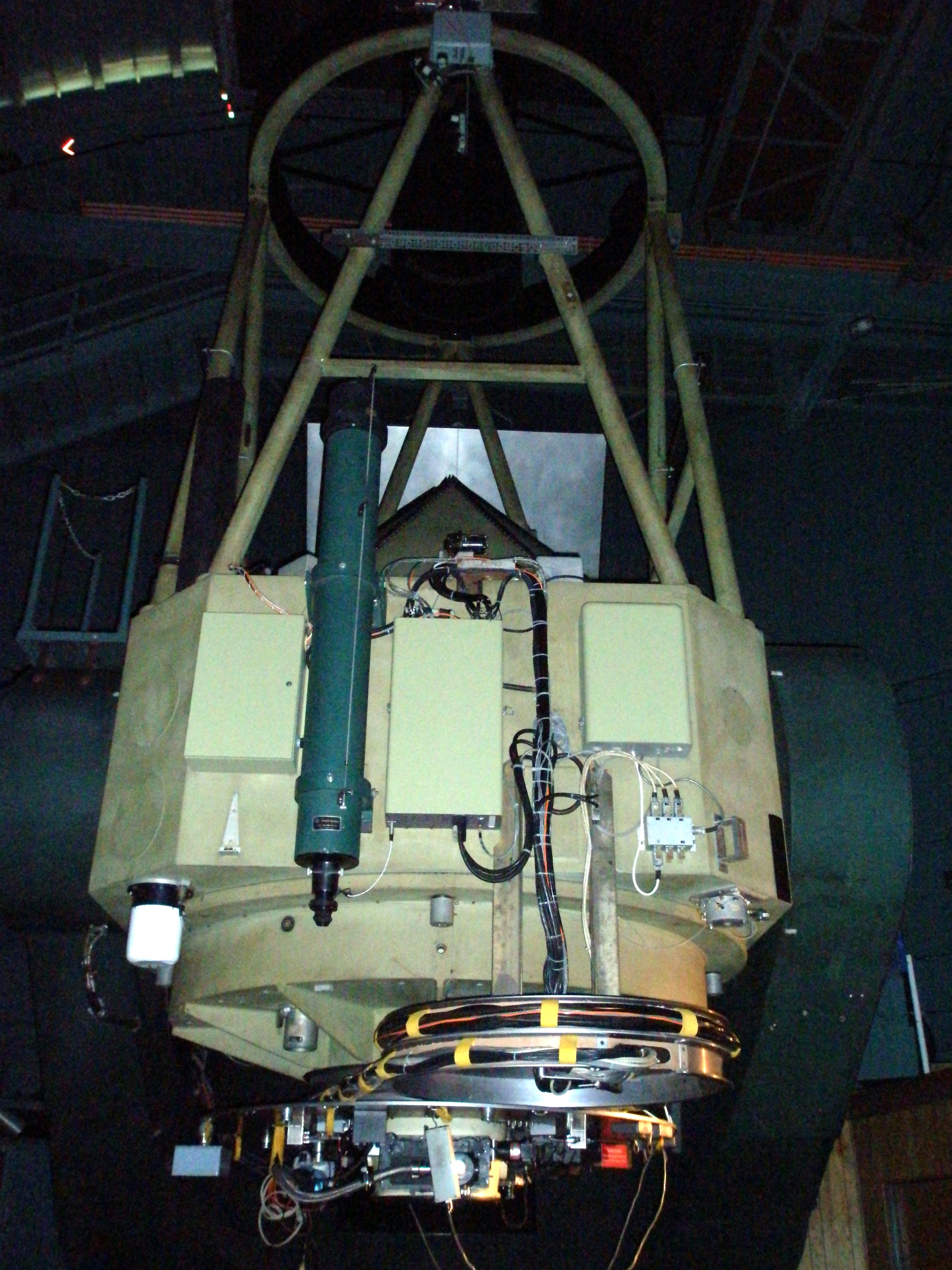